# Come cani e gatti
Come cani e gatti (Cats & Dogs), meglio noto come Cani & gatti, è un film commedia del 2001, diretto da Lawrence Guterman. Il film è stato distribuito e presentato dalla Warner Bros. e la spesa di produzione ha sfiorato i 60.000.000 $. L'incasso mondiale è stato di 200.687.492$, di cui circa 95 ml nei soli Stati Uniti d'America. Negli USA, il film è uscito in diretta cinematografica il 6 giugno 2001.

## Trama
Il film narra di una "guerra" tra cani e gatti, che nella finzione cinematografica possono parlare, costruire e usare armi sofisticatissime. I gatti fanno la parte dei "cattivi" che vogliono conquistare il mondo e, alleandosi con i topi, progettano di diffondere un virus che renderà gli umani allergici ai cani; così gli esseri umani scacceranno i cani e in questo modo i gatti, liberi dai loro principali nemici, potranno schiavizzare tutti gli uomini e impadronirsi del pianeta. Tuttavia i cani riusciranno a sventare questo piano diabolico rivelandosi ancora una volta i migliori amici dell'uomo.

## Accoglienza

### Critica
Il film ha ricevuto durante l'edizione dei Razzie Awards 2001 il premio come Peggior attore non protagonista per Charlton Heston che nella versione originale dà la voce ad uno dei cani protagonisti.
- - 2002 ASCAP Film and Television Music Awards Vincitore ASCAP Award (Top Box Office Films) – John Debney  2002 Motion Picture Sound Editors, USA Nomination* Golden Reel Award, Best Sound Editing – Dialogue & ADR, Domestic Feature Film (Richard L. Anderson, Elliott Koretz, Rick Mitchell, Mark A. Mangini, Mary Andrews, Larry Kemp)  - 2002 Razzie Awards Vincitore Worst Supporting Actor – Charlton Heston (per Cats & Dogs, Planet of the Apes e Town & Country)  - 2002 Young Artist Awards Nomination : Best Family Feature Film – Comedy  - 2002 Young Artist Awards Nomination : Best Performance in a Feature Film – Leading Young Actor  Alexander Pollock

## Sequel
- Cats & Dogs: The Revenge of Kitty Galore (2010)
- Cats & Dogs 3: Paws Unite! (2020)